# Cantó de Palaiseau
El cantó de Palaiseau és un cantó francès del departament d'Essonne, situat al districte de Palaiseau. Des del 2015 té 3 municipis i el cap és Palaiseau.

## Municipis
- Igny
- Orsay
- Palaiseau

## Història
| Data d'elecció                           | Identitat                 | Partit           | Qualitat |
| ---------------------------------------- | ------------------------- | ---------------- | -------- |
| 1932-1937                                | Maurice Duplant           | SFIO             |          |
| 1937-1940                                | Gaston Yvon               | PS               |          |
| 1945-1949                                | Gabriel Dauphin           | SFIO             |          |
| 1949-1961                                | Christian Barré           | RPF, després RGR |          |
| 1961-1994                                | Robert Vizet              | PCF              |          |
| 1994-2001                                | Jacques Allain            | RPR              |          |
| 2001-2008                                | Catherine Poutier-Lombard | PS               |          |
| 2008-                                    | Claire Robillard          | PS               |          |
| les dades anteriors no són pas conegudes |                           |                  |          |
|                                          |                           |                  |          |

## Demografia
| A partir de 1990: Població sense dobles comptes |